# Station Osowiec
Station Osowiec is een spoorwegstation in de Poolse plaats Osowiec-Twierdza.